# Times Square (programa de televisão)
Times Square foi um programa musical da televisão brasileira nos anos 1960. Produzido e exibido pela TV Excelsior, procurava transpor a linguagem dos espetáculos do teatro de revista para a televisão.
Contava com trilha sonora de João Roberto Kelly, Haroldo Barbosa, Meira Guimarães e J. Rui e tinha no elenco astros do humorismo brasileiro, tais como: Castrinho, Hugo Brando, Geraldo Barbosa, Roberto Guilherme, Annik Malvil, Lilian Fernandes, Myriam Pérsia, Ema D'Ávila, Waldir Maia, Hamilton Ferreira, Paulo Celestino, Daniel Filho, Zélia Hoffman, Lupe Gigliotti, Dorinha Duval, Grande Otelo, Jorge Loredo e Aizita Nascimento, entre muitos outros. Basicamente, constituia-se de uma sequência de quadros de humor, quase sempre musicados. Era produzido pela TV Excelsior do Rio, com transmissão direta para São Paulo, às quintas feiras às 20 horas e trinta minutos, logo após a "novela das oito" da Excelsior.
Permaneceu no ar de setembro de 1963 até maio de 1965. Apesar do pouco tempo de vida, o programa marcou uma época da TV brasileira. Era patrocinado pelas Lojas Tele-Rio (cujo nome foi incorporado ao nome do programa, que se tornou Tele-Rio Times Square). A loja existe até hoje, com o mesmo nome, na cidade do Rio de Janeiro.